# Sphaeromyxina
Sphaeromyxina (лат.) — подотряд Myxozoa из отряда Bivalvulida. Характеризуются самым примитивным среди представителей класса строением спор. Споры с простыми полярными капсулами, толстые стрекательные нити которых не образуют правильных витков с петлями, перпендикулярными или находящимися под определённым углом к продольной оси полярных капсул. Это связано с тем, что стрекательные нити не закручены вокруг своей продольной оси. Створки спор у большинства представителей толстостенные и грубые. Гигантские дисковидные многоспоровые плазмодии видны невооружённым глазом. Паразиты желчного пузыря морских костистых рыб.